# Prisión de Prey Sar
La Prisión de Prey Sar anteriormente conocida como S24, es la mayor de las 24 prisiones de Camboya que cuenta con cerca de 500 prisioneros. Prey Sar es administrada por el Ministerio del Interior de Camboya con vínculos al Ministerio de Salud. Mong Kim Heng se ha desempeñado como director de la prisión desde el año 2000.
El complejo uno, alberga delincuentes de sexo masculino en la prisión, los visitantes son rara vez permitido. El espacio tiene una capacidad de 1.700 reclusos, pero para septiembre de 2011 había más de 2920.
El Complejo dos es exclusivo para mujeres, y contiene espacios para la vida, la enseñanza y los servicios médicos. Las prisioneras pueden cuidar a sus hijos, que están encarcelados con sus madres en el espacio.